# St. Agatha (Leitenhausen)

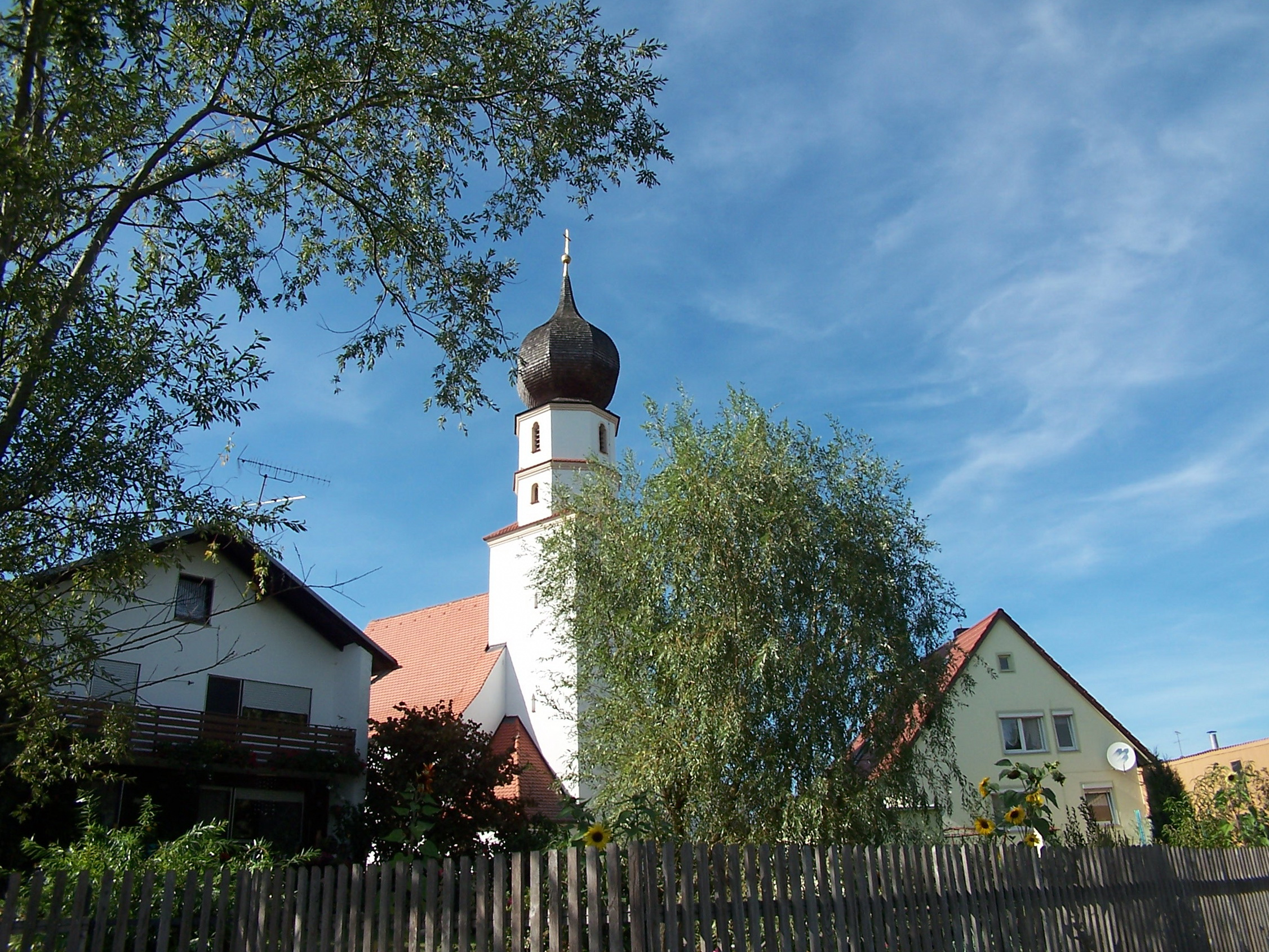
Außenansicht der Nebenkirche St. Agatha von Südosten

Die römisch-katholische Nebenkirche St. Agatha in Leitenhausen, einem Ortsteil des Marktes Langquaid im niederbayerischen Landkreis Kelheim, ist ein im Kern spätromanischer Bau des 13. Jahrhunderts, der im 18. Jahrhundert barockisiert wurde. Die der heiligen Agatha von Catania (Gedenktag: 5. Februar) geweihte Kirche ist Teil der Pfarrei St. Petrus in Sandsbach.

## Beschreibung
Die nach Osten ausgerichtete Saalkirche mit Steildach besitzt einen stark eingezogenen quadratischen Chor, der im Erdgeschoss des Turmes untergebracht ist. Der achtseitige Turmoberbau mit einer Zwiebelhaube wurde im Zuge der Barockisierung aufgesetzt. Bemerkenswert ist das Kriegerdenkmal aus den 1920er Jahren, das an der nördlichen Außenmauer des Langhauses aufgestellt ist. Es besitzt eine obeliskartige Form, ist mit Reliefs verziert und mit einer Kugel bekrönt. Die Namen der im Zweiten Weltkrieg gefallenen Dorfbewohner wurden später ergänzt.